# Cambo-les-Bains
Cambo-les-Bains (baskiska: Kanbo) är en kommun i departementet Pyrénées-Atlantiques i regionen Nouvelle-Aquitaine i sydvästra Frankrike. Kommunen ligger i kantonen Espelette som tillhör arrondissementet Bayonne. År 2022 hade Cambo-les-Bains 6 715 invånare.

## Befolkningsutveckling
Antalet invånare i kommunen Cambo-les-Bains
| Referens: INSEE |